# Сультсмат
Сультсма́т (фр. Soultzmatt) — коммуна на северо-востоке Франции в регионе Гранд-Эст (бывший Эльзас — Шампань — Арденны — Лотарингия), департамент Верхний Рейн, округ Тан — Гебвиллер, кантон Вендзенем. До марта 2015 года коммуна административно входила в состав упразднённого кантона Руффак (округ Гебвиллер).
Площадь коммуны — 19,57 км², население — 2228 человек (2006) с тенденцией к росту: 2346 человек (2012), плотность населения — 119,9 чел/км².

## Население
Численность населения коммуны в 2011 году составляла 2333 человека, а в 2012 году — 2346 человек.
| 1962 | 1968 | 1975 | 1982 | 1990 | 1999 | 2004 | 2006 | 2008 | 2009 | 2011 | 2012 |
| ---- | ---- | ---- | ---- | ---- | ---- | ---- | ---- | ---- | ---- | ---- | ---- |
| 2124 | 2057 | 2040 | 1924 | 1997 | 2138 | 2172 | 2228 | 2261 | 2278 | 2333 | 2346 |

Динамика населения:

## Экономика
В 2010 году из 1469 человек трудоспособного возраста (от 15 до 64 лет) 1130 были экономически активными, 339 — неактивными (показатель активности 76,9 %, в 1999 году — 73,9 %). Из 1130 активных трудоспособных жителей работали 1070 человек (571 мужчина и 499 женщин), 60 числились безработными (24 мужчины и 36 женщин). Среди 339 трудоспособных неактивных граждан 112 были учениками либо студентами, 141 — пенсионерами, а ещё 86 — были неактивны в силу других причин.
На протяжении 2011 года в коммуне числилось 883 облагаемых налогом домохозяйства, в которых проживало 2237,5 человек. При этом медиана доходов составила 22485 евро на одного налогоплательщика.

## Достопримечательности (фотогалерея)

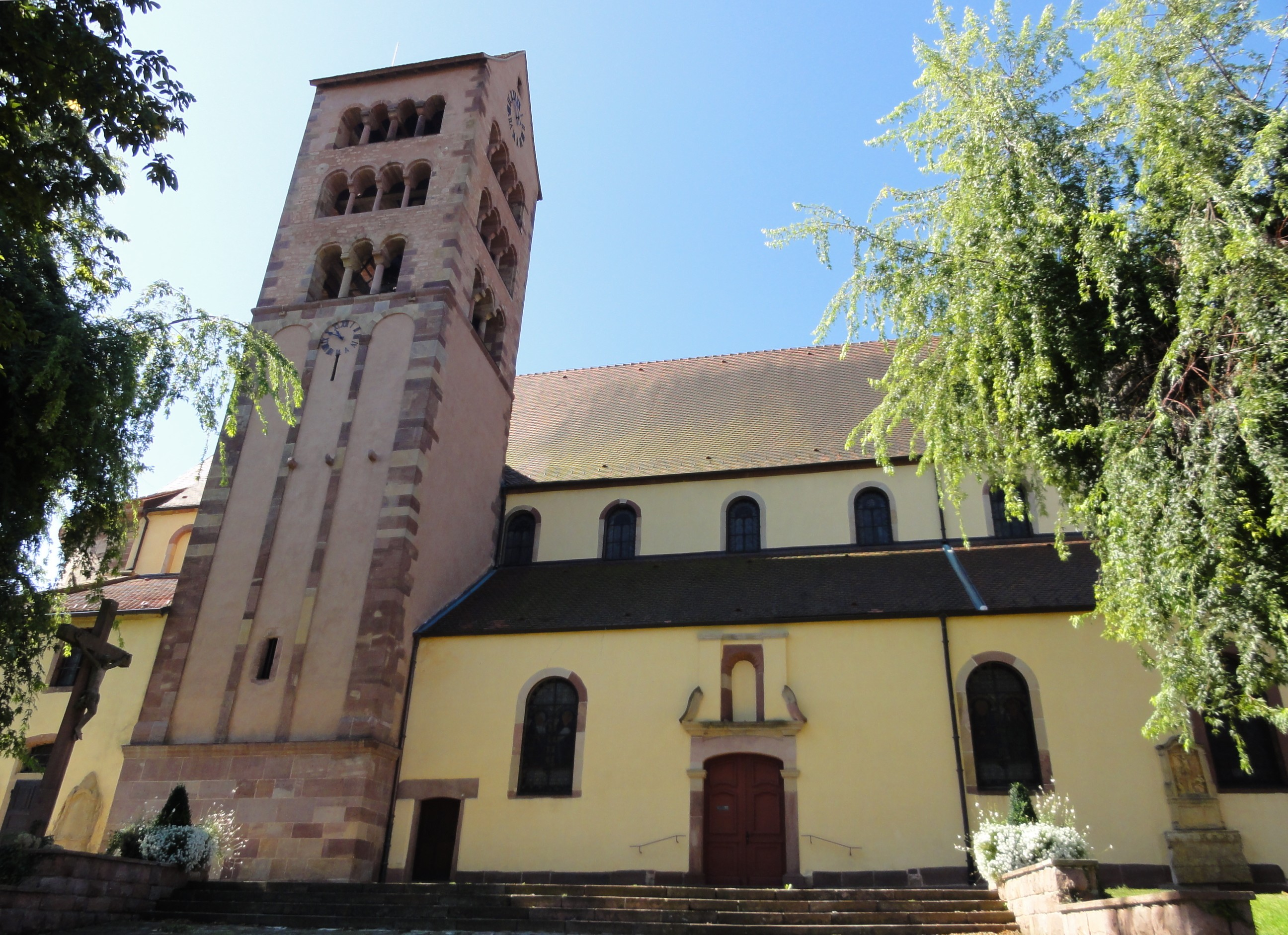
Церковь Святого Себастьяна
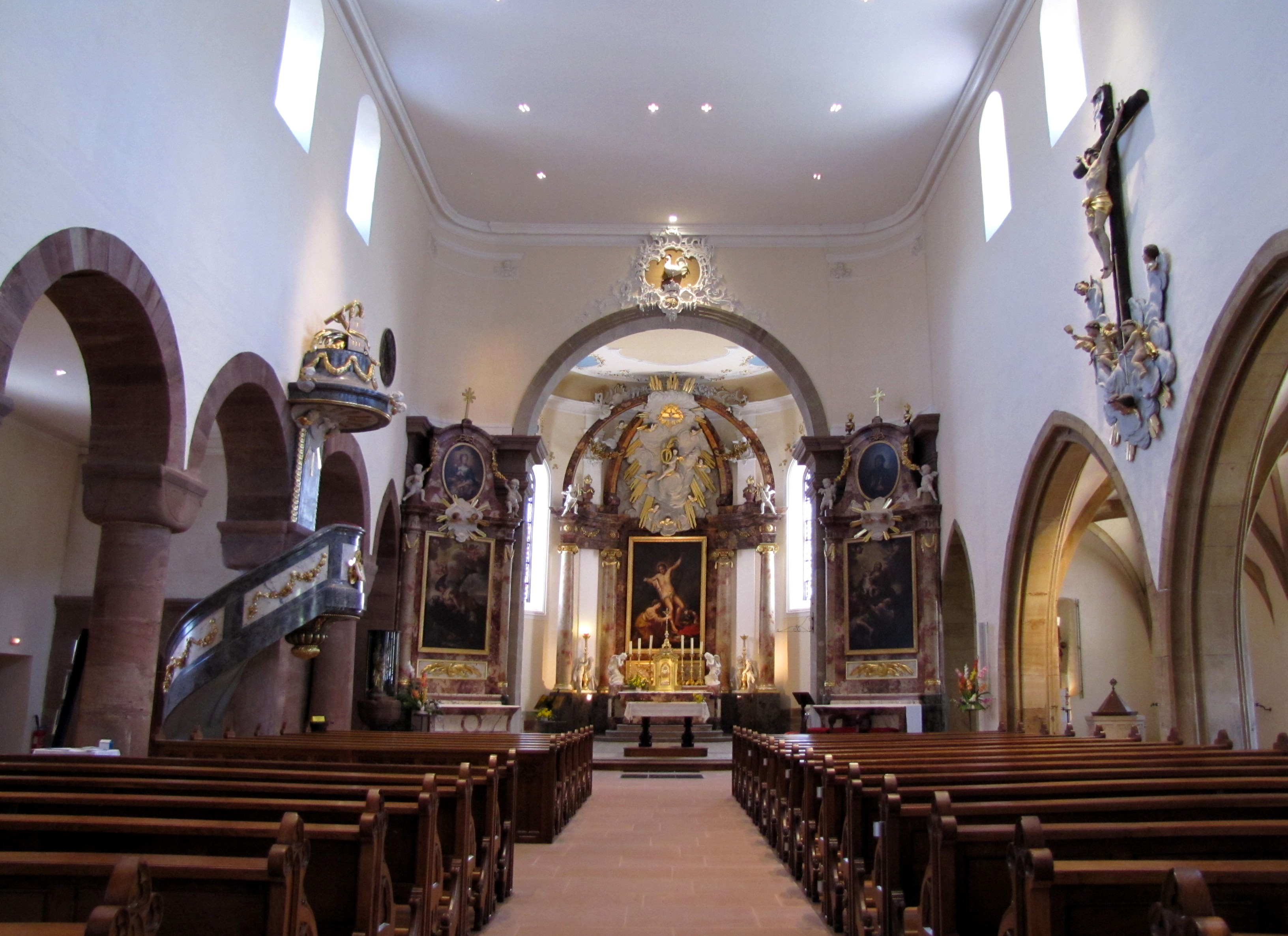
Интерьер
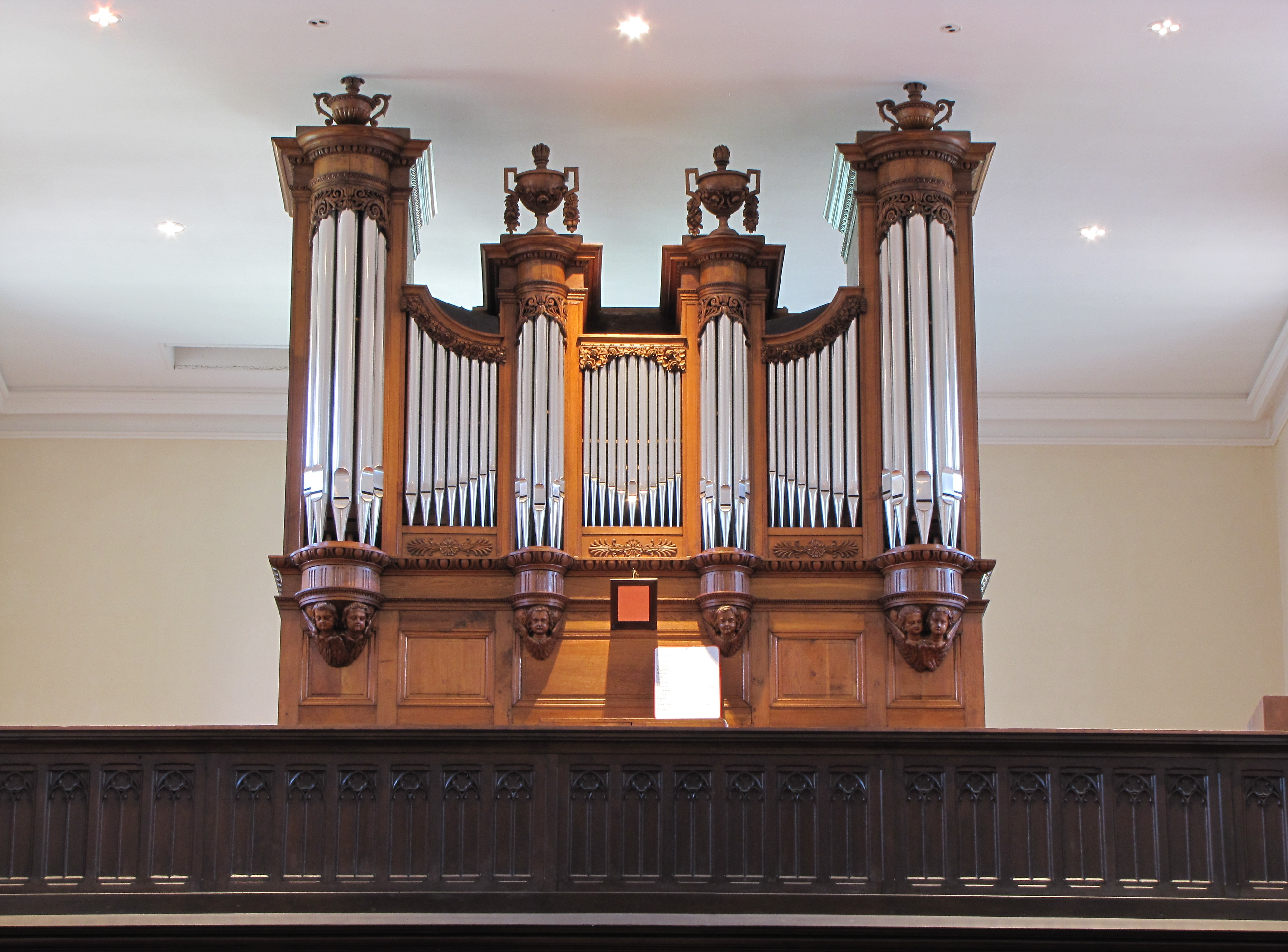
Орган (1837 год)
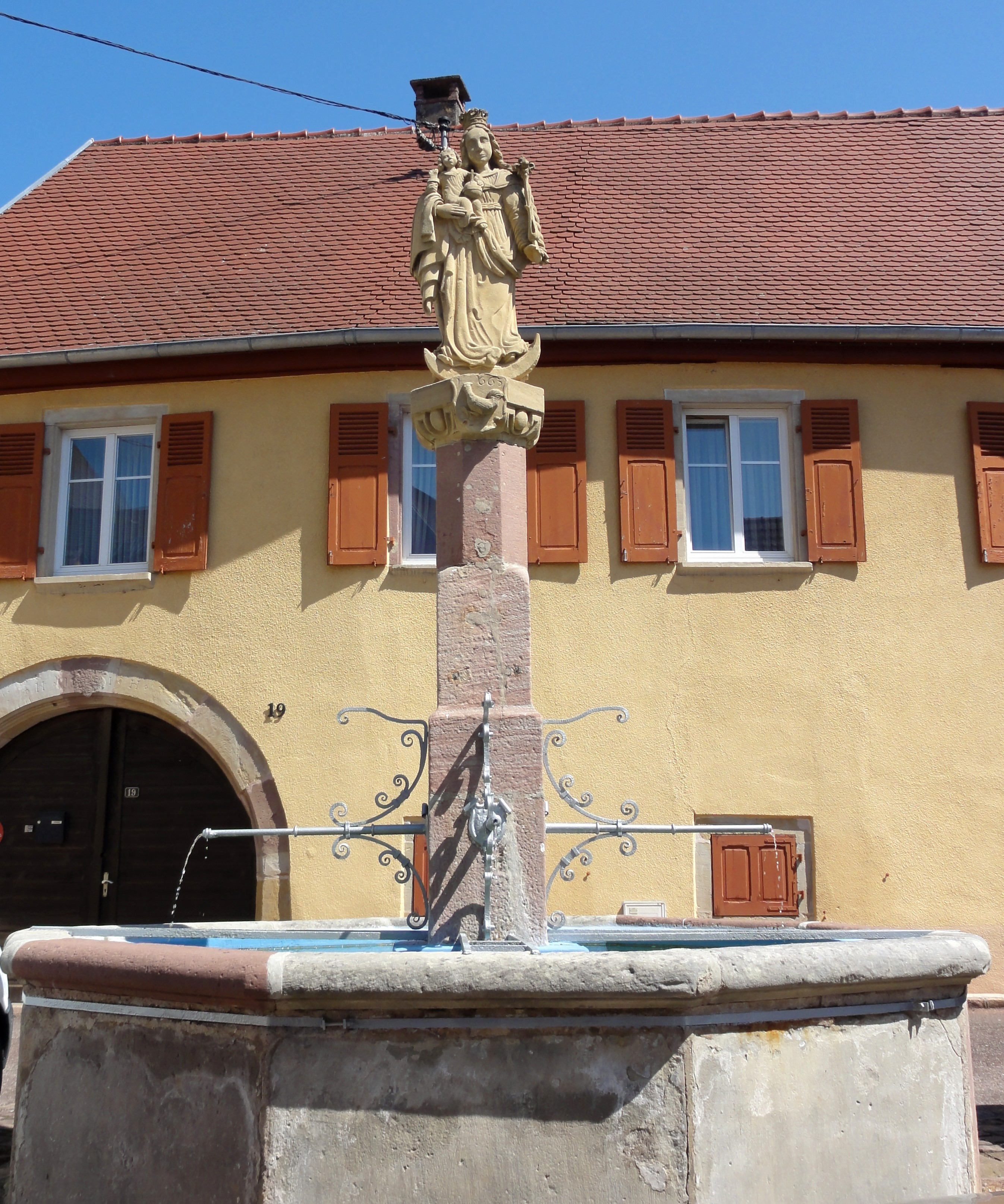
Фонтан (XVII век)
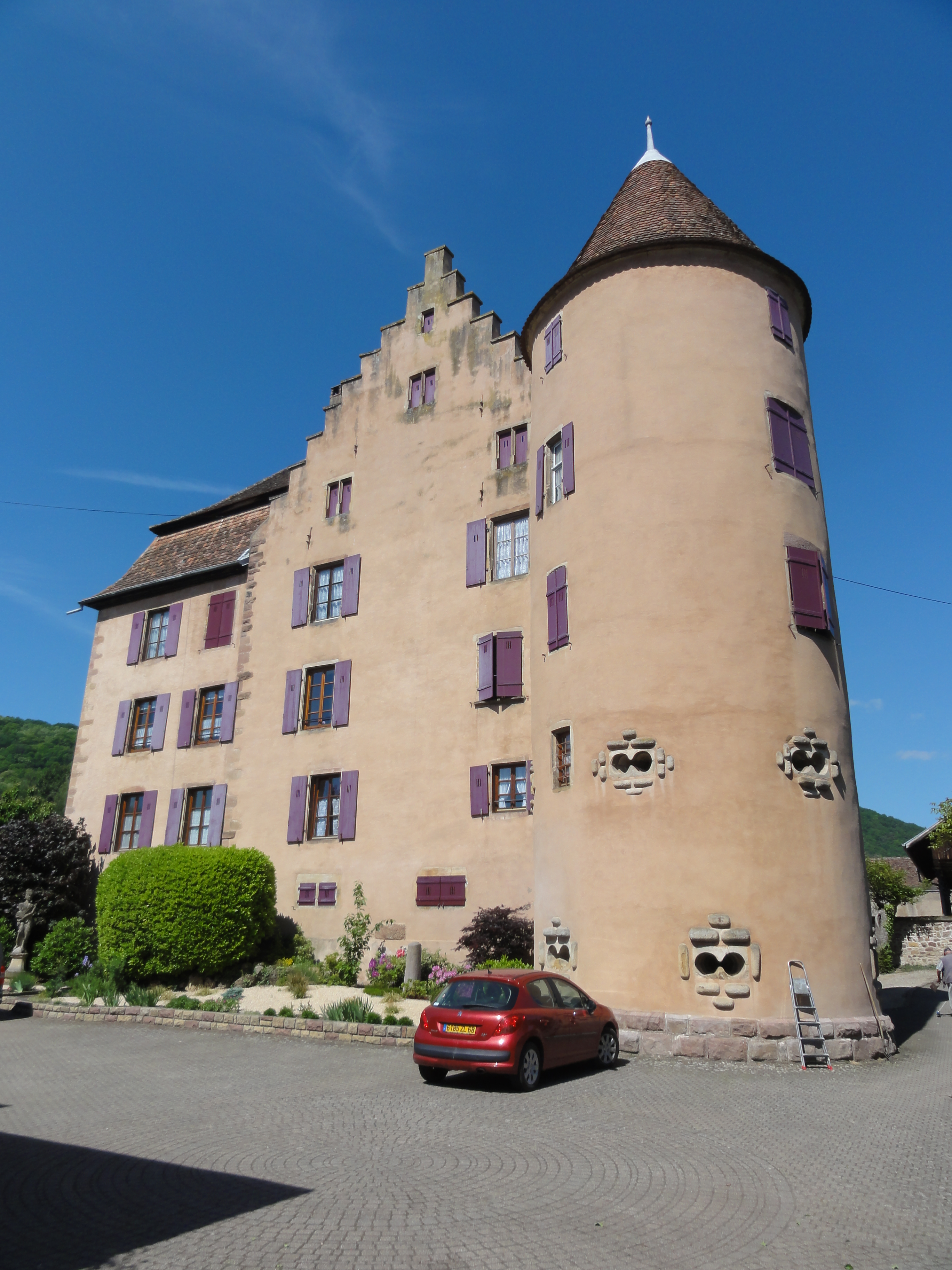
Шато Вагенбур
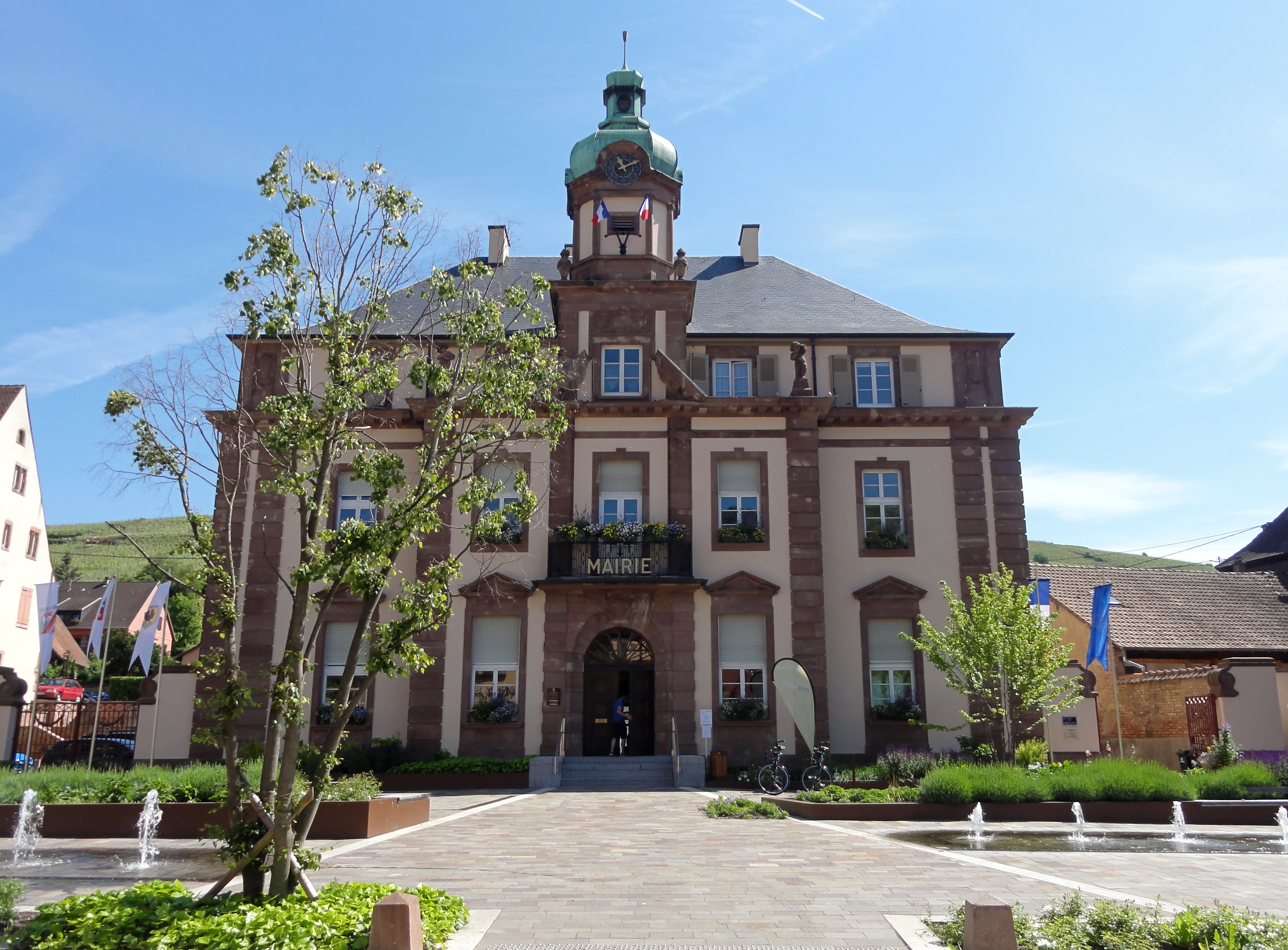
Здание мэрии (1912 год)